# Eryngium pristis
Eryngium pristis är en flockblommig växtart som beskrevs av Adelbert von Chamisso och Diederich Franz Leonhard von Schlechtendal. Eryngium pristis ingår i släktet martornar, och familjen flockblommiga växter. Inga underarter finns listade i Catalogue of Life.